# Кибальчич, Зиновий Иванович
Зиновий Иванович Кибальчич — врач, доктор медицины, один из первых российских психиатров.

## Биография
Родился в 1772 году.
Поступил на военную службу в 1787 году в качестве учащегося хирургической школы в Санкт-Петербурге. С 1788 года служил в Санкт-Петербургском сухопутном госпитале.
С 1789 года служил в Московском 3-м батальоне подлекарем, в 1791 году в Московском госпитале и вновь в 3-м батальоне лекарем.
По данным из «Большой медицинской энциклопедии», закончил обучение в Главном врачебном училище Санкт-Петербурга в 1791 году[уточнить].
В 1795 году служил в Туранском горном госпитале, в 1796 году вернулся в Московский 3-й батальон штаб-лекарем. С 1798 года служил в Московском комендантстве, в 1802 году уволен от службы.
Прошёл обучение в Московском университете и 3 февраля 1806 года получил степень доктора медицины, после чего поступил на работу в домах инвалидов и душевнобольных Московского ведомства Пр. Об. Пр.[уточнить]. С 1811 по 1828 год работал в Московском доллгаузе. Затем определён врачом при Московской конторе Государственного коммерческого банка, откуда уволен по болезни 13 декабря 1829 года.
Умер в 1831 году.

## Награды
За лечение больных и раненых военных чинов получил Орден Святой Анны 2 степени (1812), Орден Святого Владимира 4 степени (1816).

### Дополнительные
- Юдин Т. И. Очерки истории отечественной психиатрии / Под ред. Б. Д. Петрова. — М.: Медгиз, 1951. — С. 77—78. — 450 с.